# كيران لي (ممثل إباحي)
كيران لي  (بالإنجليزية: Keiran Lee)‏ (15 يناير 1984)، هو ممثل و مخرج و منتج بريطاني يعمل بشكل أساسي في شركة برازرز للإنتاج الإباحي.

## عن حياته
ولد في قرية ليتلوفر في منطقة ديربي بإنجلترا. وهو من أصل نصف هندي حيث أن والده كان هندي الجنسية، عندما كبر حضر أكاديمية سانت بنديكت الطوعية الكاثوليكية. وفي السن 18 كان يعمل كمدير مشروع لشبكة ريل. تزوج مرتين كان زواجه الأول من الممثلة الإباحية بوما سويد في عام 2009 ولكنهما انفصلا. وفي عام 2013 تزوج من نجمة الأفلام الإباحية كيرستين برايس و يقيم الاثنان حاليًا مع ابنهما الرضيع في كالاباساس في كاليفورنيا.[بحاجة لمصدر]

## مساره المهني
بدأت مهنته في عالم الأفلام الإباحية بعد أن قام أصدقاؤه بتحميل صورة عارية له على موقع تبادل. وبعد رؤية المنشور عرض زوجان عليه دورًا في فيلم إباحي. بدأ لأول مرة في تقديم افلام إباحية عام 2002 في السن 18. وبدأ العمل الحر في الإباحية في إنجلترا قبل توقيع عقد حصري مع برازرز في عام 2005 بعد انتقاله إلى الولايات المتحدة الأمريكية. بدأ مسيرته في تمثيل الإباحية في عام 2006.

## روابط خارجية
- كيران لي (ممثل إباحي) على موقع IMDb (الإنجليزية)
- كيران لي (ممثل إباحي) على موقع قاعدة بيانات الفيلم (الإنجليزية)
- كيران لي (ممثل إباحي) على موقع كينوبويسك (الروسية)